# Danielle Scott (Schauspielerin)
Danielle Scott ist eine britische Schauspielerin.

## Leben
Scott machte 2018 ihren Abschluss an der Kingdom Drama School. Seit 2021 ist sie regelmäßig als Filmschauspielerin, überwiegend in Low-Budget-Filmproduktionen zu sehen. 2023 war sie unter anderen im Horrorfilm Winnie the Pooh: Blood and Honey in der Rolle der Charlene, als Faye in Snake Hotel und als Pamela Rousey in Monsternado zu sehen. Im selben Jahr stellte sie die Rolle der Summer Brookes in dem Erotikthriller Darker Shades of Summer dar. 2024 hatte sie eine Rolle in Winnie the Pooh: Blood and Honey 2 inne. Außerdem wirkte sie im selben Jahr in der Rolle der bösen Stiefmutter als Antagonistin im Film Cinderella’s Curse – Eine blutrote Nacht mit. Gemeinsam mit Jade Asha, May Elghety, Rowland Stirling und Alex Crockford befand sie sich ab 2023 in den Dreharbeiten zur Filmproduktion Due Dating, in diesem sie eine größere Rolle darstellen wird.

## Filmografie (Auswahl)
- 2021: Jupiter’s Plum (Kurzfilm)
- 2021: Doctor Carver
- 2021: The Curse of Humpty Dumpty
- 2021: Spider from the Attic
- 2021: Killing Her Softly (Kurzfilm)
- 2022: Looks Can Kill
- 2022: Prototype
- 2022: Game of Love
- 2022: Pterodactyl
- 2022: Conjuring the Plastic Surgeon 2
- 2022: Tooth Fairy: Drill to Kill
- 2022: Return of the Salem Witch
- 2023: Winnie the Pooh: Blood and Honey
- 2023: Darker Shades of Summer
- 2023: Jhon Jatenjor’s Interviews (Fernsehserie, 1 Episode)
- 2023: Haunted Hotel
- 2023: The Viking Revenge
- 2023: Shades of Desire
- 2023: Snake Hotel
- 2023: Mary Had a Little Lamb
- 2023: Freddy’s Fridays
- 2023: Monsternado
- 2023: Pterodactyl 2
- 2023: Christmas with the Pups
- 2023: Mega Lightning 2
- 2023: Rag Doll
- 2024: The Bad Nun 3
- 2024: Jurassic Triangle
- 2024: Winnie the Pooh: Blood and Honey 2
- 2024: Cinderella’s Curse – Eine blutrote Nacht (Cinderella’s Curse)
- 2024: Spiders on a Plane
- 2024: Ouija Castle
- 2024: War Cares Little (Kurzfilm)
- 2025: Mouse of Horrors
- 2025: Popeye’s Revenge
- 2025: Fairest of Them All